# پاستروگور
پاستروگور (به بلغاری: Pastrogor) یک منطقهٔ مسکونی در بلغارستان است که در شهرستان اسویلنگراد واقع شده‌است.